# Lou Mecca
Lou Mecca (* 1923; † 27. Juni 2003) war ein US-amerikanischer Jazzgitarrist und Hochschullehrer.

## Leben und Wirken
Lou Mecca begann mit acht Jahren Trompete zu spielen und lernte anschließend Gitarre. Nach seiner Zeit auf der Highschool arbeitete er als professioneller Musiker, hatte eine Stelle an einer Musikschule in New Jersey und spielte nachts in Bars und Clubs. 1947 lernte er den Jazzgitarristen Johnny Smith kennen, der neben dem Spiel von Tal Farlow und Joe Pass zu seinen Haupteinflüssen zählte. 1955 hatte er Gelegenheit, unter eigenem Namen ein Album für Blue Note Records aufzunehmen; zumeist Jazzstandards wie You Go to My Head, Just One of Those Things oder All the Things You Are. In seinem damaligen Quartett spielten der Vibraphonist Jack Hitchcock, der Bassist Vinnie Burke und der Schlagzeuger Jimmy Campbell.
Mecca arbeitete in dieser Zeit bei Auftritten oder Aufnahmesessions außerdem mit Ella Fitzgerald, Bill Evans, Teddy Charles, Gil Mellé, Eddie Costa, Al Cohn und Chris Connor. Daneben spielte er in Broadwayshows wie The Unsinkable Molly Brown, mit dem Ron Metcalf Orchestra (bei der Weltausstellung in New York City) sowie mit dem Vincent Lopez Orchestra. Parallel zu seiner Musikertätigkeit begann er eine Ausbildung zum Chiropraktiker, die er 1967 abschloss. Mecca arbeitete die folgenden 25 Jahre in diesem Beruf. Schließlich nahm er die Musikertätigkeit wieder auf und begann bei Konzerten und Festivals im Raum New Jersey/New York aufzutreten. Außerdem baute er an der Fairleigh Dickinson University in Rutherford (New Jersey) den Fachbereich Gitarre auf, zuletzt sieben Jahre als Assistenzprofessor.

## Diskographische Hinweise
- Lou Mecca Quartet (Blue Note, 1955)
- Bridging the Cap (Pony Canyon, 2003)